# BMW E85
BMW Z4 (internt: E85 (roadster) hhv. E86 (coupé)) var en personbilsmodel fra BMW designet af danskeren Anders Warming mellem midten af 1998 og 1. marts 2000 under ledelse af BMW's chefdesigner Chris Bangle. Modellen blev fremstillet af BMW US Manufacturing Company i Greer, South Carolina, USA.

## Modelhistorie
Z4 kom på det amerikanske marked i oktober 2002 og i Europa i foråret 2003. Da modellen var væsentligt større og mere komfortabel end forgængeren Z3, kom den til at hedde Z4.
Efter en i starten stor salgssucces faldt salgstallene i 2004, hvilket fik BMW til at beslutte at modellen skulle have et stort facelift.
- Bagfra
- Kabinen i en højrestyret M-roadster

### Facelift
Den faceliftede udgave af Z4 blev præsenteret for offentligheden i foråret 2006, og var ændret såvel ind- som udvendigt. De udvendige, optiske modifikationer berørte primært kofangerne og skørterne, for- og baglyterne, fælgene og de tilgængelige lakeringer. Interiøret blev udvidet med kromapplikationer på f.eks. betjeningselementerne til klimaanlægget og nye udstyrspakker. Tekniske nyheder talte bl.a. en elektronisk oliestandsindikator og en bjergigangsætningsassistent.
Den største forskel lå dog i motorprogrammet. Samtidig med en modifikation af undervognen fik Z4 de nye N52 sekscylindrede rækkemotorer. De oprindelige M54-motorer i versionerne 2,2i (125 kW/170 hk), 2,5i (141 kW/192 hk) og 3,0i (170 kW/231 hk) blev afløst af de nye N52-motorer i udgaverne 2,5i (130 kW/177 hk), 2,5si (160 kW/218 hk) og 3,0si (195 kW/265 hk). Den i maj 2005 introducerede firecylindrede udgave 2,0i med E46-motor N46 og 110 kW/150 hk kunne også fås i den faceliftede Z4. Derudover fik alle modeller med manuel gearkasse seks gear (tidligere ikke 2,2i).
Seriens topmodel var Z4 M. Denne model var udstyret med en 3,2-liters sekscylindret motor med 252 kW/343 hk, som hidtil havde været benyttet i BMW M3 (E46). Motoren gav bilen en accelerationstid fra 0 til 100 km/t på 5,0 sek. og en elektronisk begrænset topfart på 250 km/t, som mod merpris kunne øges til 275 km/t. Optisk adskilte Z4 M sig fra de andre Z4-versioner gennem sine modificerede skørter, stærkere konturierede motorhjelm og udstødningsanlæg med fire enderør. En sekventiel gearkasse, som BMW's andre M-modeller havde, kunne ikke fås til Z4 M.
På Frankfurt Motor Show 2005 blev Z4 Coupé (E86) i første omgang præsenteret som prototype, før den i foråret 2006 i let modificeret form kom på markedet sammen med den faceliftede roadster. Z4 Coupé fandtes kun med to motorer: 3,0si med 195 kW/265 hk og Z4 M Coupé med 252 kW/343 hk.
- BMW Z4 (2006–2008)
- Bagfra
- BMW Z4 Coupé (2006–2008)

### BMW Z4 M Coupé fabriksracerbil
BMW byggede 12 racerbiler på basis af Z4 M Coupé. Disse var udstyret med en tunet 3,2-litersmotor med 316 kW/430 hk. Dermed kom Hans-Joachim Stuck og Claudia Hürtgen til at deltage i VLN Langstreckenmeisterschaft Nürburgring. I sæsonerne 2009 og 2010 blev modellen klassevinder i 11 ud af 16 racerløb.

### Efterfølger
I midten af juli 2008 meddelte BMW, at de vil afslutte produktionen af Z4-serien ved udgangen af august måned samme år.
I maj 2009 blev efterfølgeren Z4 E89 introduceret som planlagt, denne gang også med metalklaptag og en 2,5'er med 150 kW/204 hk som basismotor.

## Tekniske data

### Bemærkninger
- Samtlige versioner er E10-kompatible[7].

## Sikkerhed
Ved kollisionstesten udført af Euro NCAP i år 2004 fik Z4 for personsikkerhed fire stjerner ud af fem mulige (31 point). Fodgængersikkerheden fik 13 point og to stjerner ud af fire mulige.